# Liste neolithischer Fundstätten in China
Dies ist eine alphabetische Liste neolithischer Fundstätten in China, die von Archäologen entdeckt worden sind:
- Anban --- Longshan-Kultur
- Ang’angxi-Stätte
- Ashan
- Baijiacun --- Laoguantai-Kultur
- Bailiandong-Stätte --- spätpaläolithisch bis neolithisch
- Baisilangyingzi–Stätte --- Xiaoheyan-Kultur
- Baiyangcun --- Baiyangcun-Kultur
- Baiying --- Longshan-Kultur von Henan
- Banpo-Siedlung --- Banpo-Kultur Teil der Yangshao-Kultur
- Banshan --- Banshan-Machang-Kultur
- Baodun-Stätte --- Baodun-Kultur
- Baojingwan --- neolithisch bis bronzezeitlich
- Bashidang --- Pengtoushan-Kultur
- Beiliu (untere Schicht) --- Laoguantai-Kultur
- Beishouling --- Laoguantai-Kultur (untere Schicht), Yangshao-Kultur
- Beixin-Stätte --- Beixin-Kultur
- Beiyinyangying-Stätte --- Beiyinyangying-Kultur
- Caiyuan-Stätte --- Caiyuan-Kultur
- Chahai --- Xinglongwa-Kultur
- Chengbeixi-Stätte --- Chengbeixi-Kultur
- Chengtoushan-Stätte --- Daxi-Kultur, Tangjiagang-Kultur, Qujialing-Kultur
- Chengziya --- Longshan-Kultur von Shandong
- Cishan-Stätte --- Cishan-Kultur
- Dadiwan --- Dadiwan-Kultur, Funde der Yangshao-Kultur, der Majiayao-Kultur sowie der Dadiwan-I-Kultur
- Dadunzi --- Dawenkou-Kultur
- Dahecun --- Yangshao-Kultur, Longshan-Kultur, Erlitou-Kultur, Shang-Dynastie, Funde der Dawenkou-Kultur, Qujialing-Kultur
- Dantu-Stätte --- Dawenkou-Kultur, Longshan-Kultur
- Dasikongcun-Stätte --- Dasikongcun-Kultur Teil der Yangshao-Kultur
- Dawenkou-Stätte --- Dawenkou-Kultur
- Daxi-Stätte --- Daxi-Kultur
- Diaoyutai-Stätte --- Yangshao-Kultur
- Dinggong --- Longshan-Kultur
- Dingjiagang-Stätte --- Tangjiagang-Kultur
- Dongshanzui-Stätte --- Hongshan-Kultur
- Fanshan-Stätte --- Liangzhu-Kultur
- Fujiashan --- Hemudu-Kultur
- Fuquanshan-Stätte --- Songze-Kultur
- Gantuoyan --- spätneolithisch, Shang-Dynastie
- Gaomiao --- Gaomiao-Kultur
- Guanmiaoshan-Stätte --- Daxi-Kultur
- Gucheng-Stätte --- Baodun-Kultur
- Haimenkou --- neolithisch bis bronzezeitlich
- Hemudu-Stätte --- Hemudu-Kultur
- Hongshanhou-Stätte --- Hongshan-Kultur
- Hougang-Stätte --- Hougang-Kultur Teil der Yangshao-Kultur
- Houli-Stätte --- Houli-Kultur
- Huiguanshan-Stätte --- Liangzhu-Kultur
- Jiahu --- Peiligang-Kultur, Jiahu-Schrift
- Jiangweicheng-Stätte --- Yingpanshan-Kultur
- Jiangzhai --- Yangshao-Kultur
- Jinshan-Grab --- Songze-Kultur
- Kangjia
- Keshengzhuang --- Keshengzhuang-II-Kultur, Zhou-Zeit
- Kharro-Stätte
- Kuahuqiao --- Kuahuqiao-Kultur
- Lajia --- Qijia-Kultur neolithisch bis chalkolithisch
- Laoguantai-Stätte --- Laoguantai-Kultur
- Lijiacun-Stätte --- Laoguantai-Kultur oder Lijiacun-Kultur
- Lingzui-Stätte --- Youziling-Kultur
- Linjia --- Majiayao-Kultur
- Liuwan --- neolithisch bis bronzezeitlich
- Liyuzui
- Longqiuzhuang
- Luojiajiao --- Majiabang-Kultur
- Lutaigang --- Longshan-Kultur, Xia-Dynastie
- Machangyuan-Stätte --- Banshan-Machang-Kultur
- Majiabang-Stätte --- Majiabang-Kultur
- Majiayao-Stätte --- Majiayao-Kultur
- Mangcheng-Stätte --- Baodun-Kultur
- Miaodigou --- Miaodigou-Kultur Teil der Yangshao-Kultur (Miaodigou-I-Kultur), Longshan-Kultur (Miaodigou-II-Kultur)
- Miaozigou-Stätte --- Miaozigou-Kultur
- Mojiaoshan-Stätte --- Liangzhu-Kultur
- Nanzhuangtou
- Nanzuo
- Niuheliang-Stätte --- Hongshan-Kultur
- Niumendong --- Yangshao-Kultur, Majiayao-Kultur, Qijia-Kultur, Xindian-Kultur, neolithisch bis bronzezeitlich
- Qamgorgo-Stätte --- Changguogou-Kultur
- Qijiaping-Stätte --- Qijia-Kultur
- Qingliangang-Stätte --- Qingliangang-Kultur
- Peiligang-Stätte --- Peiligang-Kultur
- Pengtoushan-Stätte --- Pengtoushan-Kultur
- Qianshanyang --- Liangzhu-Kultur
- Qinwangzhai-Stätte --- Qinwangzhai-Kultur Teil der Yangshao-Kultur
- Qujialing-Stätte --- Qujialing-Kultur
- Qugong-Stätte --- Qugong-Kultur
- Sanliqiao ---Yangshao-Kultur, Longshan-Kultur (Miaodigou-II-Kultur)
- Sanxingcun
- Sanxingdui --- Shu-Staat, Shang-Zeit, Zhou-Zeit, neolithisch bis bronzezeitlich
- Sanyuangong-Stätte --- Daxi-Kultur
- Shanbei-Stätte --- Shanbei-Kultur
- Shangshan --- Shangshan-Kultur
- Shenna-Stätte --- neolithisch bis bronzezeitlich
- Shifodong
- Shijia-Stätte --- Shijia-Kultur Teil der Yangshao-Kultur
- Shijiahe-Stätten --- Sammelbegriff für mehrere Fundplätze der Shijiahe-Kultur

- Dengjiawan-Stätte
- Luojiabailing-Stätte
- Sanfangwan-Stätte
- Shijiahe-Stätte
- Tanjialing-Stätte
- Tucheng-Stätte
- Xiaojiawuji-Stätte
- Yinxiangcheng-Stätte
- Zoumaling-Stätte oder Zoumalingma-Stätte? beides vorhanden

- Shilingxia --- Yangshao-Kultur, Majiayao-Kultur
- Shiqianchun-Stätte --- Songze-Kultur
- Shixia-Stätte --- Shixia-Kultur
- Shizhaocun --- Laoguantai-Kultur
- Shuanghe-Stätte --- Baodun-Kultur
- Sidun-Stätte --- Liangzhu-Kultur
- Sijiazi-Stätte --- Hongshan-Kultur
- Songze-Fundstätte --- Songze-Kultur
- Tangjiagang-Stätte --- Tangjiagang-Kultur
- Tanshishan-Stätte --- Tanshishan-Kultur
- Taosi --- Longshan-Kultur
- Tianluoshan --- Hemudu-Kultur
- Tung Wan Tsai North --- neolithisch bis bronzezeitlich
- Wadian --- Longshan-Kultur, Xia-Dynastie
- Wanfabozi --- neolithisch, Shang-Dynastie, Zhou-Dynastie, Frühlings- und Herbstperiode, Zeit der Streitenden Reiche, Westliche Han-Dynastie, Wei-Dynastie, Jin-Dynastie, Ming-Dynastie
- Xianrendong und Diaotonghuan --- paläolithisch bis neolithisch
- Xiao'enda-Stätte
- Xiawanggang-Stätte --- Xiawanggang-Kultur Teil der Yangshao-Kultur
- Xinglongwa --- Xinglongwa-Kultur
- Yingpanshan-Stätte --- Yingpanshan-Kultur
- Xinkailiu-Stätte --- Xinkailiu-Kultur
- Xinle-Stätte --- Xinle-Kultur, Pianbaozi-Kultur
- Xishanping --- Laoguantai-Kultur
- Xiwangcun-Stätte --- Xiwangcun-Kultur Teil der Yangshao-Kultur
- Xiyincun --- Yangshao-Kultur
- Yangtaisi
- Yaoshan-Stätte --- Liangzhu-Kultur
- Youziling-Stätte --- Youziling-Kultur
- Yuanjunmiao und Quanhucun --- Yangshao-Kultur, Longshan-Kultur
- Yuchanyan --- paläolithisch bis neolithisch
- Yuchi-Tempel-Stätte --- Dawenkou-Kultur
- Yufu-Stätte --- Baodun-Kultur
- Yuhang-Stätte --- Liangzhu-Kultur
- Zaoshi-Stätte --- Zaoshi-Kultur der unteren Schicht
- Zengpiyan
- Zhangjiashan-Stätte --- Youziling-Kultur
- Zhaobaogou-Stätte --- Zhaobaogou-Kultur
- Zhoushan-Stätte --- Hemudu-Kultur
- Zizhu-Stätte --- Baodun-Kultur